# Folke Woivalin
Folke Edvin Ossian Woivalin, född 14 april 1928 i Finström, är en åländsk politiker. 
Woivalin utexaminerades som agrolog 1947, var jordbrukare på fädernegården i Ämnäs 1951–1984. Han har under decennier varit en av Ålands främsta och populäraste beslutsfattare. Han var medlem av Ålands landsting 1964–1978, vice talman 1971–1972 och talman 1972–1978. Han innehade posten som lantråd, Ålands "regeringschef" i Ålands landskapsregering 1979–1988. Han gjorde en stor insats som brobyggare, både internt och när det gällde att representera Åland utåt, inte minst inom Nordiska rådets ram. Han har även varit aktiv inom näringslivet, bland annat som ordförande i Ålandsbankens förvaltningsråd 1977–1997.